# إس تي ديبونت

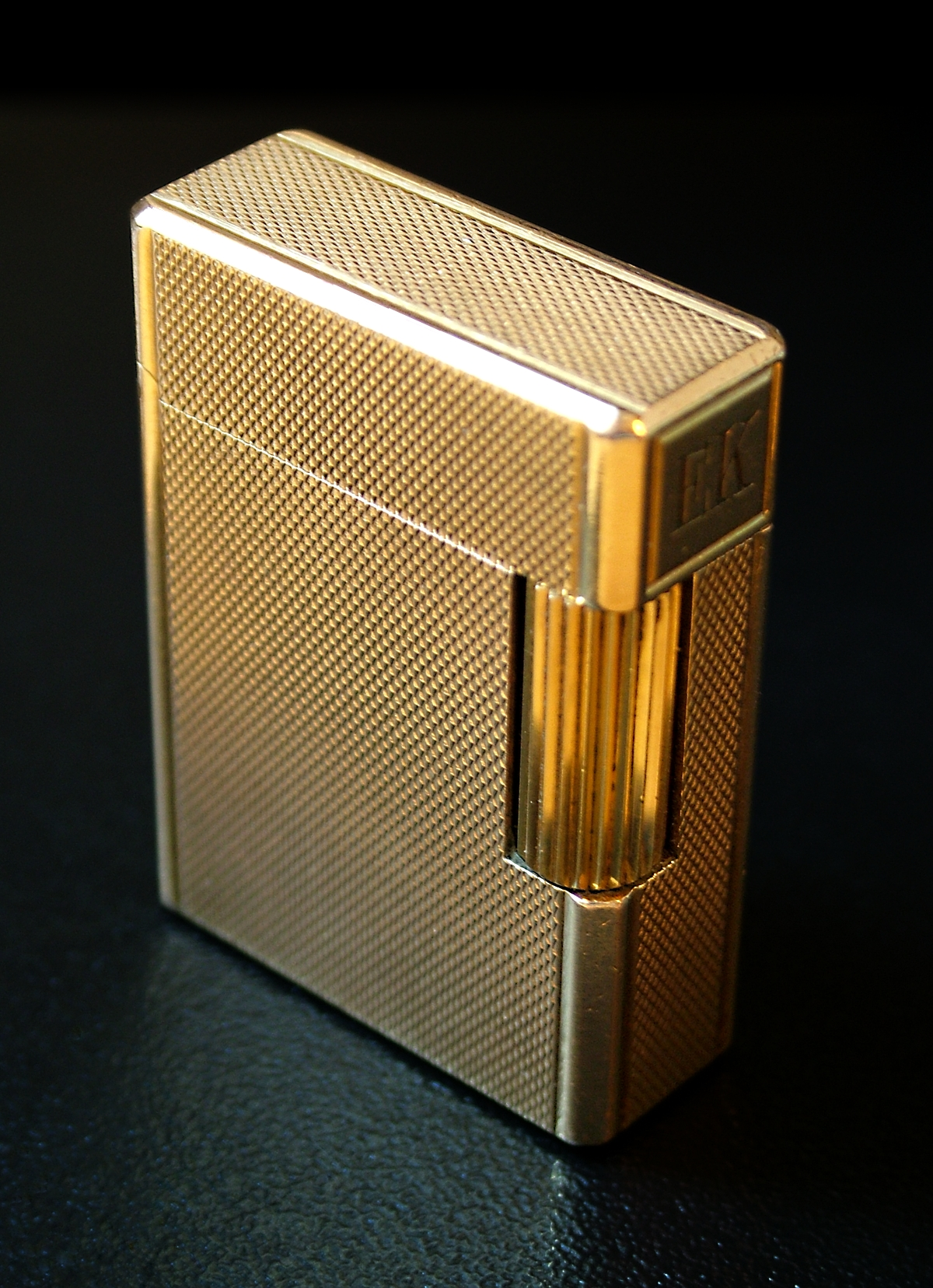
ولاعة لإس تي ديبونت.

إس تي ديبونت باريس (بالإنجليزية: S. T. Dupont) هو اسم علامة تجارية تصنع الولاعات والأقلام الفاخرة، وحقائب اليد، والعطور (تنتج بموجب ترخيص من قبل Interparfums) ومؤخرا السجائر (بتصريح من فيليب موريس إنترناشونال)، وغيرها من الأدوات باستخدام العلامة التجارية (diamond-head pattern). والشركة تنتج السلع الفاخرة منذ عام 1872 حينما أسسها سيمون تيسو دوبونت، والذي ولد في سافوي في عام 1847.

## وصلات خارجية
- الموقع الرسمي